# Sylvie Testud
Sylvie Testud, född 1971 i Lyon i Rhône i Frankrike, är en fransk skådespelare. 
Testud blev internationellt känd för sin roll i filmen La vie en rose – berättelsen om Edith Piaf. 2012 debuterade hon som långfilmsregissör med filmen Två älskande i Paris. Filmen Sisters från 2009 är baserad på en halvt självbiografisk bok av Testud.

## Filmografi i urval
- Les mots bleus
- La Vie est a nous!
- Demain On Demenage
- Filles Uniques
- Der Glaserne Blick
- Flammen in Paradies (1997)
- Bortom tystnaden (1997)
- In Heaven (1998)
- Pünktchen und Anton (1999)
- Karnaval (1999)
- The Chateau (2000)
- La Captive (2000)
- Julie's Geist (2001)
- Un Moment de Bonheur (2001)
- Les Blessures Assassines (2001)
- Les Femmes - Ou Les Enfants D'Abord (2002)
- Jedermann's Fest (2002)
- Aime ton père (2002)
- Vivre me tue (2002)
- Tangos Robados (2002)
- Intellektets labyrint (2003)
- Min japanska vän (2003)
- Cause Toujours! (2004)
- L'heritage (2006)
- La vie en rose – berättelsen om Edith Piaf (2007)
- Mange, ceci est mon corps (2007)
- La France (2007)
- Ce que mes yeux ont vu (2007)
- Bonjour Sagan (2008)
- Miraklet i Lourdes (Lourdes) (2009)
- Sisters (2009)